# Paraphylax ferruginosus
Paraphylax ferruginosus är en stekelart som först beskrevs av Holmgren 1868.  Paraphylax ferruginosus ingår i släktet Paraphylax och familjen brokparasitsteklar. Inga underarter finns listade i Catalogue of Life.